# Algérie
L'Algérie fu un incrociatore pesante, unico della sua classe, entrato in servizio nel settembre 1934 per conto della Marine nationale francese.
Ultimo incrociatore pesante costruito per la Marina francese, l'unità ebbe un ridotto impiego bellico nel corso della seconda guerra mondiale durante la quale partecipò al bombardamento navale di Genova del giugno 1940; dopo la resa della Francia l'unità fu posta in disarmo a Tolone, dove fu autoaffondata il 27 novembre 1942 assieme al resto della flotta francese per evitare che fosse catturata dai tedeschi.

## Storia

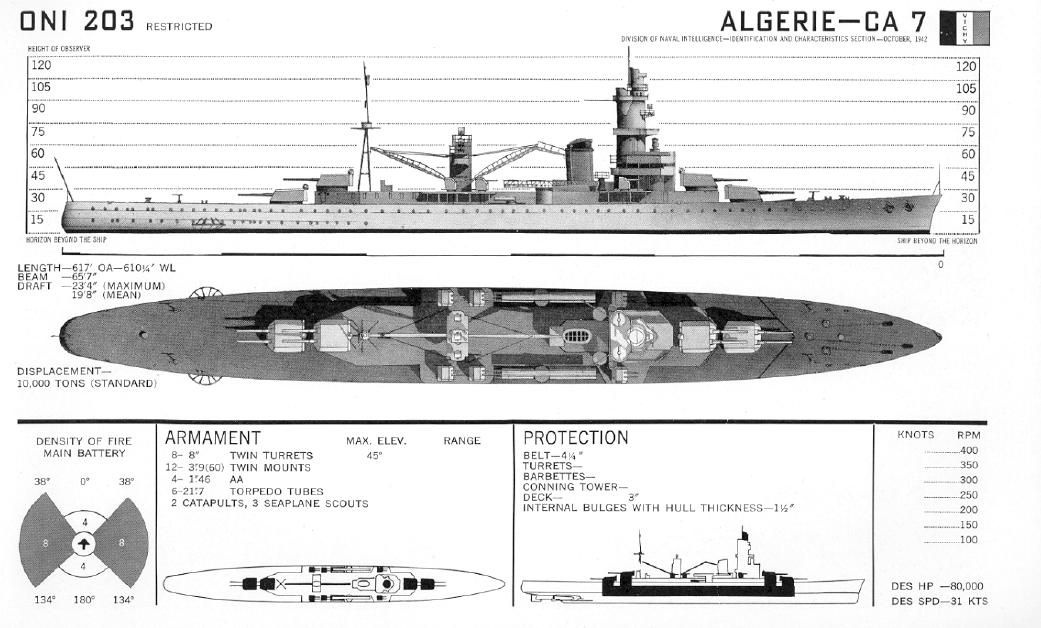
Schema dell'incrociatore Algérie

Impostata il 19 marzo 1931 presso l'arsenale navale di Brest, la nave fu varata il 21 maggio 1932 con il nome di Algérie in onore dell'allora colonia francese dell'Algeria, entrando poi in servizio il 15 settembre 1934. L'Algérie fu il settimo e ultimo incrociatore pesante costruito dalla Francia nel periodo interbellico e nel rispetto delle clausole del trattato navale di Washington: al confronto con i suoi predecessori l'unità era più lenta (31 nodi di velocità massima) ma molto più corazzata e dotata di un potente armamento principale con otto cannoni da 203/55 mm M1931 in quattro torri binate e 12 cannoni da 100/45 mm M1930 in sei torri binate; la nave costituiva la risposta francese agli incrociatori pesanti italiani della classe Zara, più veloci (35 nodi contro 31) ma dotati di una corazzatura meno robusta.
Allo scoppio della seconda guerra mondiale l'Algérie fu assegnato alla Force de Raid, la formazione di base a Brest comprendente le più moderne unità della Marine nationale e pronta a essere impegnata per operazioni nell'oceano Atlantico contro i tedeschi; durante il periodo della caccia alla corazzata tascabile Admiral Graf Spee l'incrociatore fu dislocato a Dakar per pattugliare l'Atlantico centrale ma non fece registrare azioni di rilievo, mentre nel marzo 1940 scortò la nave da battaglia Bretagne e l'incrociatore Colbert diretti ad Halifax in Canada per trasferire al sicuro parte delle riserve auree della Francia. L'unica azione bellica di rilievo a cui partecipò l'incrociatore fu il bombardamento di Genova e Savona il 14 giugno 1940: insieme agli incrociatori pesanti Foch, Dupleix e Colbert, l'Algérie cannoneggiò le installazioni industriali di Vado Ligure e Savona e l'area industriale-portuale di Genova causando numerosi danni a terra, per poi rientrare alla base di Tolone senza aver riportato danni.
Dopo l'armistizio di Compiègne del 22 giugno 1940, come gran parte della flotta francese l'Algérie rimase ancorato a Tolone senza prendere parte ad altri impieghi bellici. Il 27 novembre 1942, davanti al tentativo dei tedeschi di catturare Tolone dopo l'invasione della Francia di Vichy, l'incrociatore si autoaffondò in porto assieme al resto della flotta francese; lo scafo fu riportato a galla dalle forze italiane occupanti il 18 marzo 1943, ma non venne avviato alcun lavoro per ripristinare l'unità che fu infine avviata alla demolizione al termine della guerra.